# Elsietett házasság
Az Elsietett házasság Keleti Márton rendezésében, Básti Lajos és Tolnay Klári főszereplésével készült, 1968-ban bemutatott magyar filmvígjáték. Megtekintése az érvényes filmügyi besorolás alapján 12 éven aluliak számára csak nagykorú felügyelete mellett ajánlott.

## Cselekmény
A történet főhőse két, a közelmúltban megözvegyült nyugdíjas, akik első házastársaik síremlékei gondozása közben, a temetőben találkoznak össze. Korábbi házastársi kapcsolataik pusztán konvencionálisak voltak, mentesek minden mélyebb érzelemtől, de ez a találkozás mindkettejük számára elhozza az érzelmi fellángolást. Nádor úr már 61 éves nagyapa és özvegy Komárominé is csak három évvel fiatalabb nála – bár az ő családjába még nem érkezett unoka –, mégis alig 48 óra ismeretség után úgy döntenek: házassággal kötik össze életüket. A korábbi helyzetbe belekényelmesedett, lassan már az öregek nyugdíjára is aspiráló felnőtt gyerekek teljesen felháborodnak a szerintük elhamarkodott döntésen, és valóságos összeesküvést szőnek, hogy útját állják szüleik önálló életkezdésének.

## Közreműködők

### Szereplők
- Tolnay Klári – Özvegy Komáromi Gézáné
- Básti Lajos – Nádor József
- Tahi Tóth László – Nádor Balázs
- Tordai Teri – Gizi, Balázs felesége
- Kocsy Zsolt – Nádor Imi, Balázsék fia
- Bodrogi Gyula – Pali, Komárominé veje
- Halász Judit – Komáromi Sári
- Keleti Kriszta – Kislány, Imi osztálytársa
- Kállai Ferenc – Pszichológus
- Nagy Anna – Lakásügyi előadó
- Ábrahám István – Kovács József
- Pálos Zsuzsa – …
- Dajka Margit – Főbérlő
- Molnár Piroska – Kovácsné Kati
- Szendrő József – Autószerelő
- Garas Dezső – „Piroska néni”, újságíró
- Siménfalvy Sándor – Kocsis

### Alkotók
- Rendező: Keleti Márton
- Forgatókönyvíró: Gyárfás Miklós
- Operatőr: Somló Tamás
- Zeneszerző: Fényes Szabolcs
- Vágó: Morell Mihály